# Joint European Torus

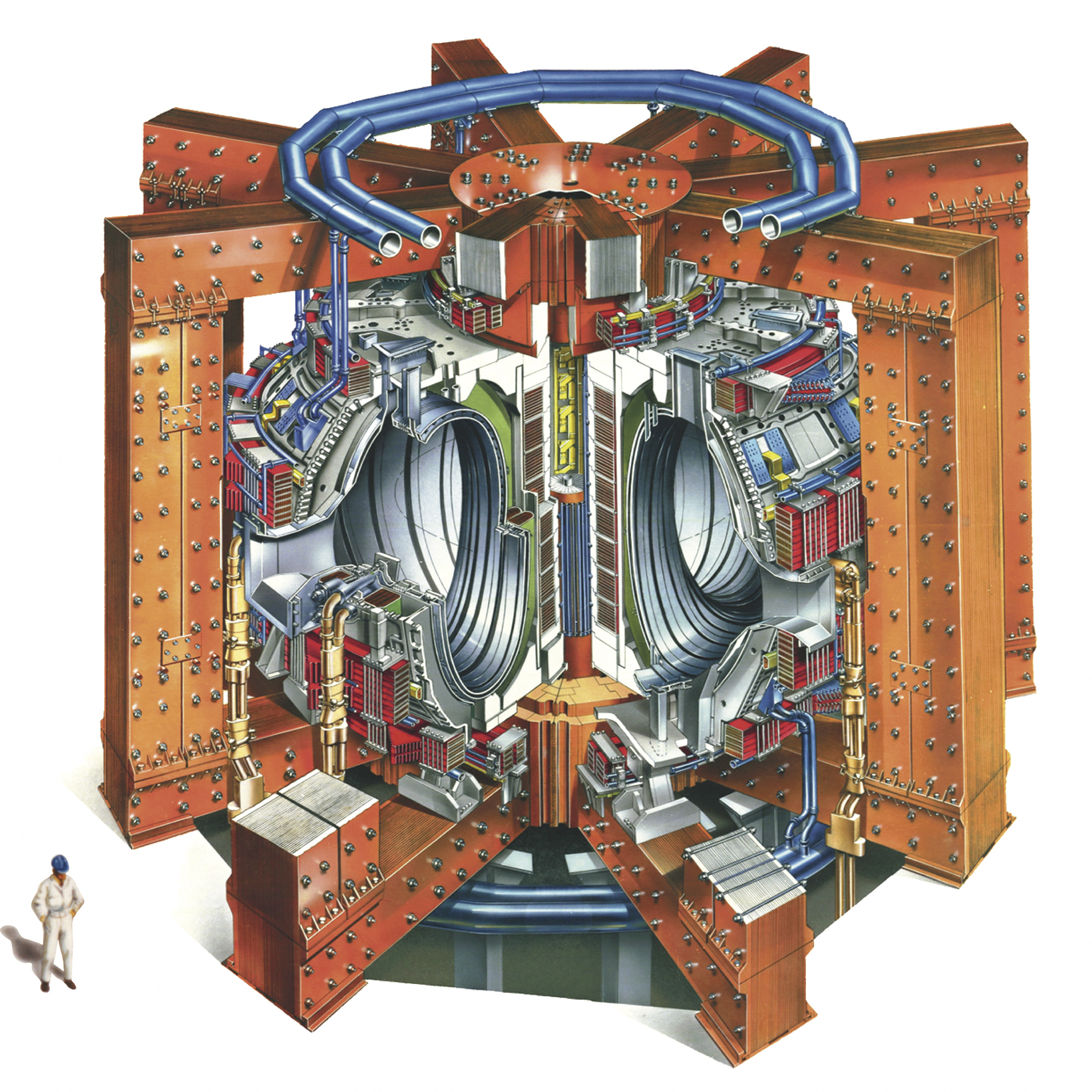

Joint European Torus, förkortat JET, var en sameuropeisk fusionsforskningsanläggning i Culham i Storbritannien med världens hittills största tokamak-reaktor. JET var världens största och mest framgångsrika experimentanläggning för fusionsforskning. År 1970 beslutade Europeiska unionens råd att den skulle byggas, tre år senare startade bygget. År 1978 var den färdig i tid och enligt budgeten. Anläggningen var i drift fram till december 2023.
År 1991 tog man ett stort steg inom fusionsforskningen när man den 9 november för första gången kontrollerat skapade fusion. År 1997 skapade man 16 megawatt av fusionsenergi efter att man tillfört 24 megawatt. Den gav då tillbaka 65 % av energiåtgången. Anläggningen drevs som ett europeiskt samarbete inom ramen för Euratomprogrammet som ingår i EU:s ramprogram för forskning. 
På 2000-talet uppgraderades JET i flera omgångar, bland annat med nya material i kärlväggen. 21 december 2021 lyckades man hålla ett hett plasma inneslutet fem sekunder varvid 59 megajoule energi frigjordes. Detta var ett nytt rekord inom fusionsforskningen även om man fortfarande måste tillföra mer energi än som frigjordes. I anläggningens sista försök i oktober 2023 frigjordes ännu mer, 69 megajoule.
År 2025 beräknas den nya forskningsanläggningen ITER vara färdig. Den blir då den största och mest effektiva fusionsreaktorn. Resultaten från JET stödjer utvecklingen av ITER.